# Battleship (videojuego de 1993)
Battleship es un videojuego de 1993 para la Nintendo Entertainment System y Game Gear, basado en el juego de mesa del mismo nombre.

## Resumen
El objetivo es hundir toda la flota del adversario antes de que él hunda la flota del jugador. En esta versión actualizada, tanto el jugador como la computadora obtienen fuego extra de parte de aviones y armas de apoyo. Incluso existen escenarios que comienzan con el jugador retomando un juego ya empezado. Este videojuego es mencionado en una vieja revista de Nintendo Power. También ha habido otras versiones de Battleship, incluyendo Battleships para Amiga, Atari ST, Commodore 64 y ZX Spectrum, Battleship para CD-i, Battleship para Game Boy y Game Boy Color, y otras para PC y teléfonos móviles. Hubo una secuela para la Super NES y Sega Genesis llamada Super Battleship.

## Jugabilidad
El juego posee ocho niveles con cinco batallas cada uno. El jugador deberá ganar un total de 40 batallas para completar el juego. Luego de ganar una batalla, se proporcionará una contraseña. También se añadirán armas nuevas en cada nivel.